# Doulezon
 Doulezon  là một xã thuộc tỉnh Gironde trong vùng Nouvelle-Aquitaine tây nam nước Pháp.